# Le Nid familial
Pour plus de détails, voir Fiche technique et Distribution.
Le Nid familial (Családi tűzfészek) est un film hongrois réalisé par Béla Tarr, sorti en 1979. Il obtient cette année-là le Grand Prix du Mannheim-Heidelberg International Film Festival. 

## Synopsis
Une famille nombreuse de Hongrie vit dans un petit appartement. Chacun de ses membres rêve d'un espace impossible à acquérir en raison des loyers élevés.

## Fiche technique
- Titre original : Családi tűzfészek
- Titre français : Le Nid familial
- Réalisation et scénario : Béla Tarr
- Photographie : Ferenc Pap[1]
- Musique : János Bródy, Mihály Móricz, Szabolcs Szörényi, Béla Tolcsvay et László Tolcsvay
- Son : András Vámosi
- Montage : Anna Kornis
- Société de production : Balázs Béla Stúdió
- Société de distribution : Carlotta Films (France)
- Pays de production :  Hongrie
- Format : noir et blanc — 16 mm — 1,37:1 — son mono
- Genre : drame
- Durée : 108 minutes
- Dates de sortie :
  - Hongrie : 25 janvier 1979
  - France : 6 avril 2022

## Distribution
- Lászlóné Horváth : Irén
- László Horváth : Laci
- Gábor Kun : le père de Laci
- Gáborné Kún : la mère de Laci